# Роман (папа)
Вижте пояснителната страница за други личности с името Роман.
Роман (на латински: Romanus PP) е римски папа от август до ноември 897 г.
Рожденото му име е Романо Марин. Роден е в Галезе близо до Чивита Кастелана.
Избран е да наследи убития папа Стефан VII и застава на папския престол няколко месеца по-късно чрез една от фракциите, които тогава управляват Рим. Неговото кратко управление е разглеждано като добродетелно от историка Флодоард. Умира като монах, въпреки че още е папа. Датата на смъртта му е неизвестна.